# Amphoe Ko Chan
Amphoe Ko Chan (Thai: อำเภอ เกาะจันทร์) ist ein Landkreis (Amphoe – Verwaltungs-Distrikt) in der Provinz Chonburi. Die Provinz Chonburi liegt im Osten der Zentralregion von Thailand.

## Geographie
Die benachbarten Amphoe sind im Uhrzeigersinn von Norden aus: Amphoe Plaeng Yao, Sanam Chai Khet und Tha Takiap der Provinz Chachoengsao sowie die Amphoe Bo Thong und Phanat Nikhom der Provinz Chonburi.

## Geschichte
Ko Chan wurde am 1. Juli 1997 zunächst als „Zweigkreis“ (King Amphoe) eingerichtet, indem der östliche Teil vom Amphoe Phanat Nikhom abgetrennt wurde.
Am 15. Mai 2007 hatte die thailändische Regierung beschlossen, alle 81 King Amphoe in den einfachen Amphoe-Status zu erheben, um die Verwaltung zu vereinheitlichen.
Mit der Veröffentlichung in der Royal Gazette „Issue 124 chapter 46“ vom 24. August 2007 trat dieser Beschluss offiziell in Kraft.

## Verwaltung

### Provinzverwaltung
Der Landkreis Ko Chan ist in zwei Tambon („Unterbezirke“ oder „Gemeinden“) eingeteilt, die sich weiter in 27 Muban („Dörfer“) unterteilen.
| Nr. | Name       | Thai     | Muban | Einw.  |
| --- | ---------- | -------- | ----- | ------ |
| 01. | Ko Chan    | เกาะจันทร์ | 15    | 18.944 |
| 02. | Tha Bun Mi | ท่าบุญมี    | 12    | 17.967 |

### Lokalverwaltung
Es gibt eine Kommune mit „Stadt“-Status (Thesaban Mueang) im Landkreis:
- Prok Fa (Thai: เทศบาลเมืองปรกฟ้า) bestehend aus Teilen des Tambon Ko Chan.

Es gibt zwei Kommunen mit „Kleinstadt“-Status (Thesaban Tambon) im Landkreis:
- Ko Chan (Thai: เทศบาลตำบลเกาะจันทร์) bestehend aus Teilen des Tambon Ko Chan.
- Tha Bun Mi (Thai: เทศบาลตำบลท่าบุญมี) bestehend aus Teilen des Tambon Tha Bun Mi.

Außerdem gibt es eine „Tambon-Verwaltungsorganisationen“ (องค์การบริหารส่วนตำบล – Tambon Administrative Organizations, TAO)
- Tha Bun Mi (Thai: องค์การบริหารส่วนตำบลท่าบุญมี) bestehend aus Teilen des Tambon Tha Bun Mi.